# Mecyclothorax debilis
Mecyclothorax debilis (лат.) — вид жуков-жужелиц рода Mecyclothorax из подсемейства Псидрины.

## Распространение
Встречаются на острове Молокаи из группы Гавайских островов на высотах от 915 до 1524 м. Особи этого вида были собраны на древовидных папоротниках Cibotium, Pipturus (мамаке) и Pisonia (папала). Однако большинство экземпляров было обнаружено в наземных условиях, особенно в подстилке под древовидными папоротниками. Другие наземные находки включают берег ручья, под камнями во мху и на земле на плантации сосны.

## Описание
Мелкие жужелицы, длина около 5 мм (от 4,0 до 4,7 мм). Чрезвычайно похож на M. debiliceps, единственный экземпляр этого вида не уступает по размерам самым крупным экземплярам M. debilis. Оба вида узнаваемы по: 1) голой, поперечной переднеспинке с очень узкими килеватыми боковыми краями, извилистыми базолатеральными краями впереди и немного выступающими, тупыми задними углами; 2) надкрылья субяйцевидные, основание умеренно вытянуто в латеральное и округлое место соединения базальной борозды и вдавления латерального края, бороздки 1-5 надкрылий в базальной половине пунктированы, на вершине только шовная борозда полная и глубокая до вершины; 3) темя блестящее, без микроскульптуры, диск переднеспинки с нечёткой, но прослеживаемой поперечной микроскульптурой в виде волнистых поперечных линий, надкрылья с хорошо развитой поперечной микроскульптурой, состоящей из поперечных линий, соединённых в удлиненную сетку (такая микроскульптура лучше развита у самцов). Mecyclothorax debilis можно диагностировать от M. debiliceps на основе конфигурации вершины срединной доли эдеагуса самца, так как у M. debilis вершина ориентирована длинной осью близко к горизонтали, при этом вершина выглядит тонкой в латеральном виде и более широкой в вентральном виде.

## Таксономия
Вид был впервые описан в 1903 году английским энтомологом Дэвидом Шарпом (1840—1922), а его валидный статус подтверждён в ходе ревизии, проведённой в 2007 году американским колеоптерологом James Kenneth Liebherr (Cornell University, Итака, США).